# جيسي كريستنسن
جيسي كريستنسن (7 سبتمبر 1998 في جنوب أفريقيا - ) (بالإنجليزية: Jesse Christensen)‏ هو لاعب كريكت جنوب أفريقي.

## وصلات خارجية
- جيسي كريستنسن على موقع إي آس بي آن كريك إنفو (الإنجليزية)